# 四川早熟禾
四川早熟禾（学名：Poa szechuensis）为禾本科早熟禾属下的一个种。